# Banchan
Banchan ( /ˈbɑːntʃɑːn/ BAHN-chahn ; coreà: 반찬) són petits plats que se serveixen juntament amb arròs cuit a la cuina coreana. Els banchans sovint es posen al mig de la taula per ser compartits. Al centre de la taula hi ha el plat principal secundari, com el galbi o el bulgogi, i una olla compartida de jjigae. Els bols d'arròs cuit i guk (sopa) es posen individualment. Els banchans se serveixen en petites porcions, pensades per acabar a cada àpat i reposar durant l'àpat si no és suficient. Normalment, com més formals siguin els àpats, més banchan hi haurà. La província de Jeolla és especialment famosa per servir moltes varietats diferents de banchan en un sol àpat.
El parament bàsic de la taula per a un àpat anomenat bansang sol consisteix en bap ( 밥, arròs cuit), guk o tang (sopa), gochujang o ganjang, jjigae i kimchi. Segons el nombre de banchan afegits, la configuració de la taula s'anomena 3 cheop (삼첩), 5 cheop (오첩), 7 cheop (칠첩), 9 cheop (구첩), 12 cheop (십이첩) bansang, amb el 12 cheop utilitzat a la cuina reial coreana.

## Història
Es creu que Banchan va ser el resultat de la influència budista cap a mitjans del període dels Tres Regnes i la posterior prohibició de menjar carn per part de les monarquies d'aquests regnes. Així, amb la prohibició dels plats que contenen carn, els plats a base de verdures van augmentar el protagonisme i es van convertir en el punt central de la cuina coreana; les cuines de la cort van desenvolupar diversos mètodes per cuinar, preparar i presentar aquests plats, mentre que els plebeus menys acomodats van produir conjunts més petits i senzills d'aquests plats a base de verdures.